# Primula gambeliana
Primula gambeliana är en viveväxtart som beskrevs av David Allan Poe Watt. Primula gambeliana ingår i släktet vivor, och familjen viveväxter. Inga underarter finns listade i Catalogue of Life.